# Bult-Schlenken-Komplex

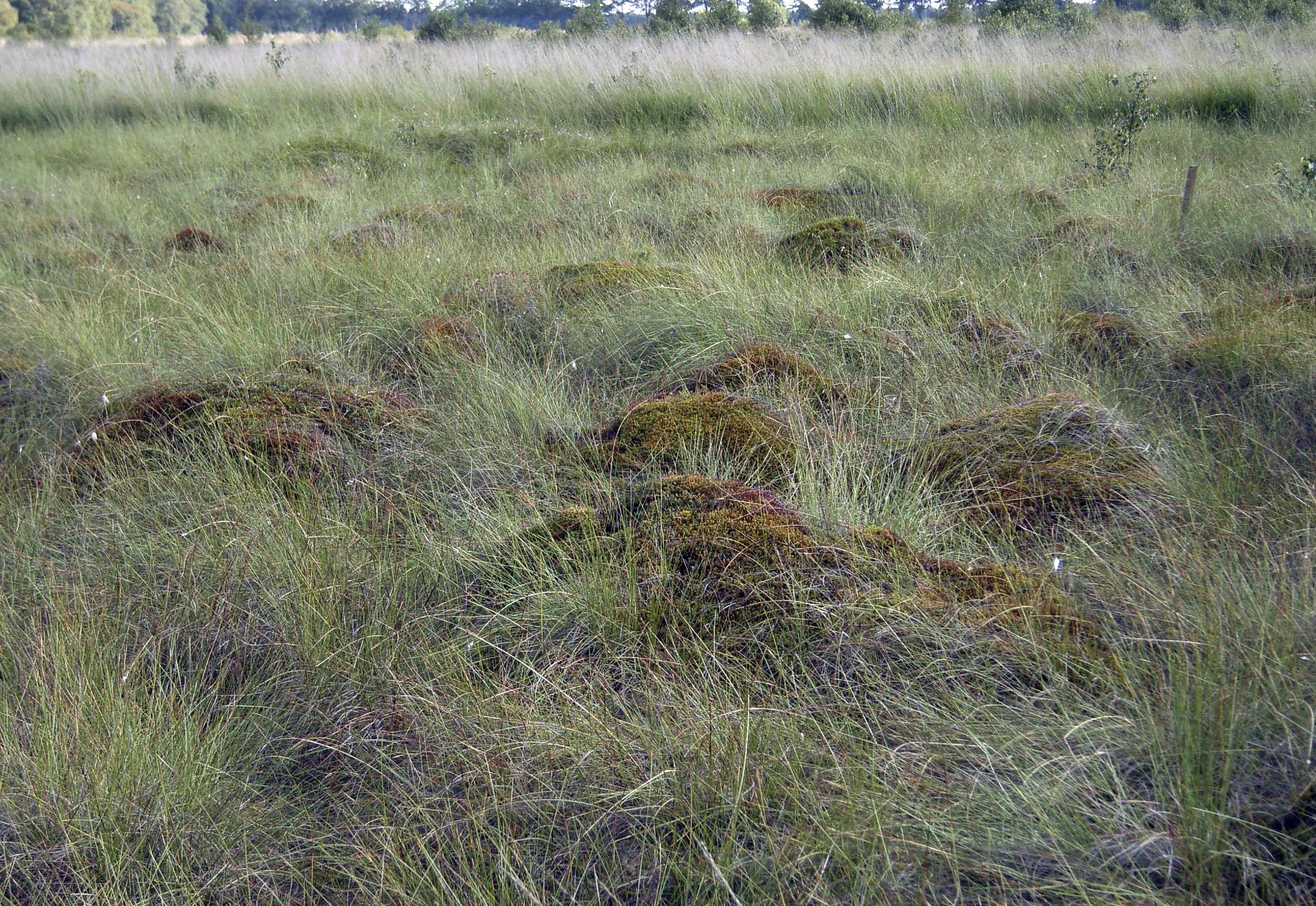
Bult-Schlenken-Komplex in einem regenerierenden Hochmoor in Nordwestdeutschland.

Verbreitung von Mooren sowie von Torfmoosen dominierten Hochmooren auf der Erde

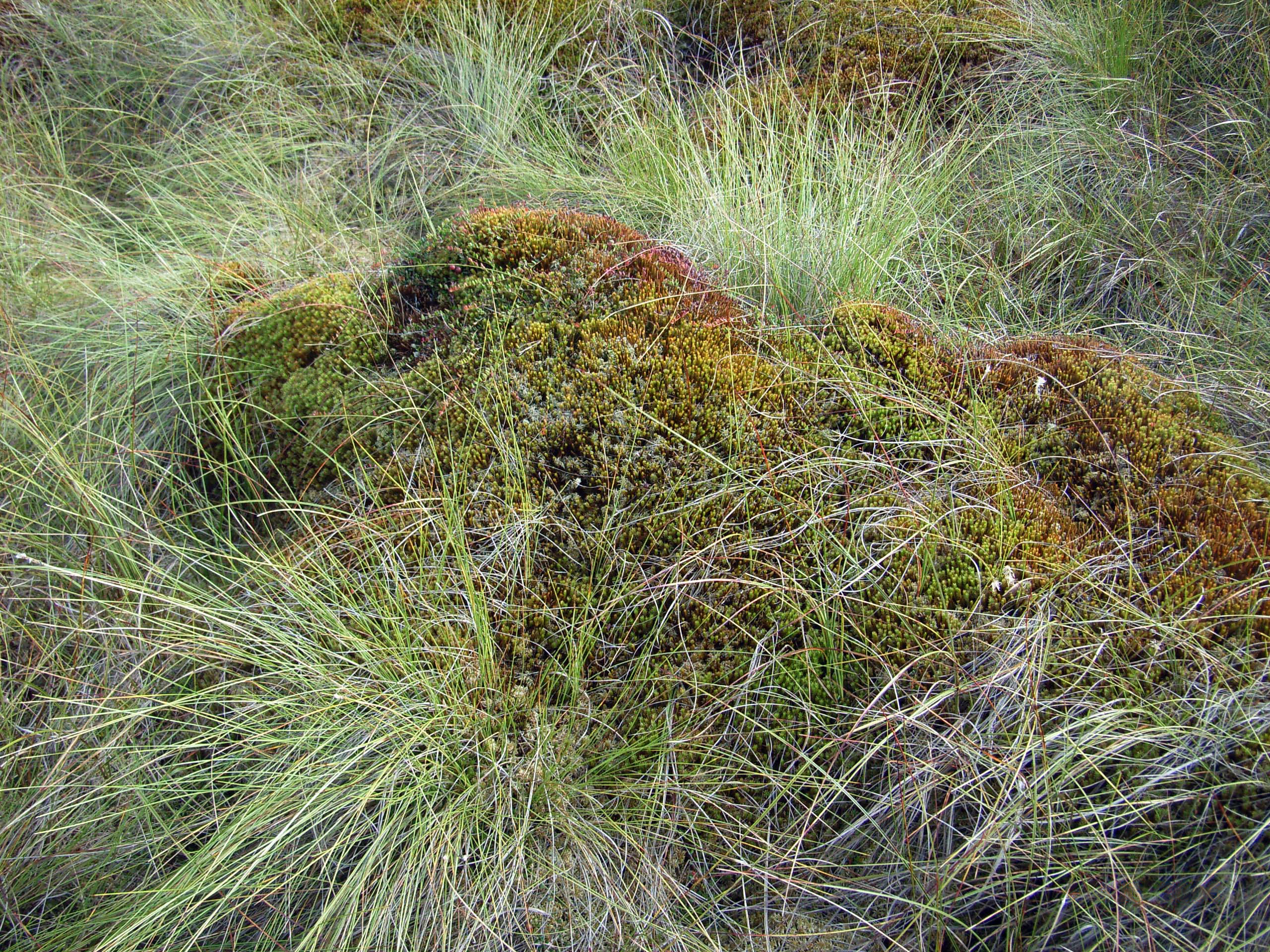
Bult in einem regenerierenden Hochmoor in Nordwestdeutschland.

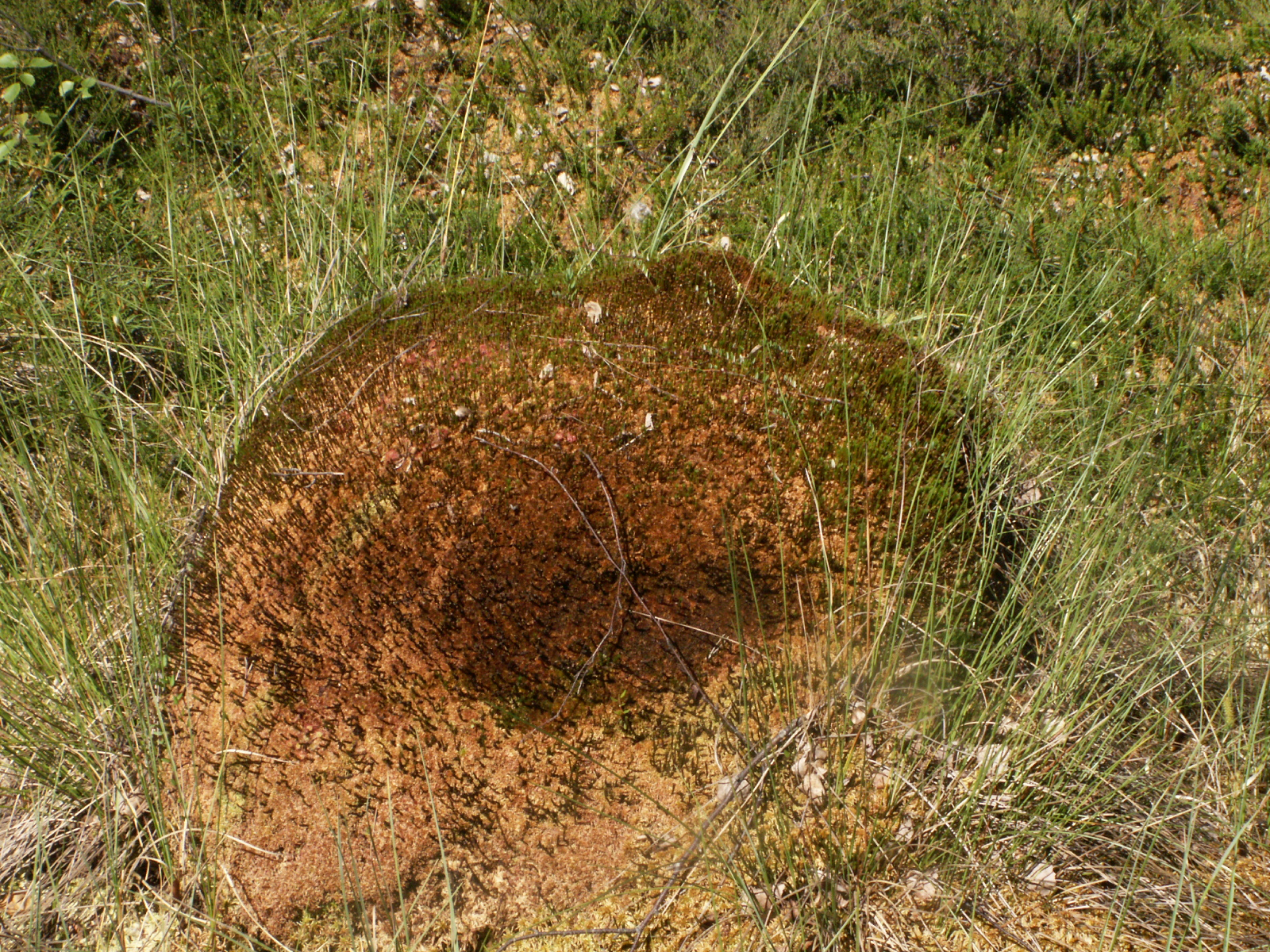
Zerfallender Bult

Bult-Schlenken-Komplexe, häufig auch als Stufenkomplexe bezeichnet, sind spezielle Oberflächenformen in den zentralen Bereichen von Hochmooren (Hochmoorweite) und in Zwischenmooren.
Erhöhte Kuppen aus Torf und Torfmoosen (Sphagnen) oder Braunmoosen (Amblystegiaceae) – sogenannte Bulte – bilden zusammen mit nassen, teils wassergefüllten Vertiefungen – sogenannten Schlenken – ein kennzeichnendes Mikrorelief. Die  verschiedenen Zonen tragen in Abhängigkeit vom Moorwasserstand und den Nährstoffverhältnissen sowie den verschiedenen Standortansprüchen der Pflanzenarten unterschiedliche Pflanzenformationen auf kleinstem Raum.
Die Entstehung beginnt durch ein unregelmäßiges Wachstum der Moose und anderer Pflanzen, das zu einem schwach ausgeprägten Mikrorelief führt. Bei zunehmender Aufwölbung des Moorkörpers verstärkt sich die erodierende Wirkung abfließenden Wassers, sodass die Schlenken sich vertiefen. Zudem ist der Torf unter den Bulten dichter gelagert und damit weniger wasserdurchlässig, was den Wasserabfluss nochmals erhöht.

## Verbreitung
Bult-Schlenken-Komplexe kommen in Hoch- und Zwischenmooren vor. Ihr Vorkommen deckt sich weitgehend mit der natürlichen Verbreitung dieser Ökosysteme (siehe Abbildung rechts).

## Standortmerkmale
In Hochmooren sind die Bulte jene Standorte, welche am trockensten sind. Je nach Entwicklung und Zustand des Moores existieren zerfallende Bulte sowohl in intakten als auch in entwässerten Hochmooren. In niederschlagsarmen Perioden im Hochsommer können die regenwassergenährten Schlenken austrocknen und reduzieren in diesem Bereich das Wachstum der Torfmoose. Langsamer wachsende Bulttorfmoose können so wieder aufholen. Die Bult-Schlenken-Komplexe sind in kontinentaleren Regionen stärker ausgeprägt. In ozeanischen Hochnmoorgebieten ist das Relief meist nur flachwellig.
In Zwischenmooren sind die Schlenken grundwasserernährt, während die höchsten Erhebungen der Bulte bereits aus dem Grundwassereinfluss herausgewachsen sind. Das Nebeneinander der trockeneren Bulte und der nassen Schlenken führt in Zwischenmooren meist zu einem großen Artenreichtum.

## Gefährdung und Schutz
Die Stufenkomplexe sind sehr stark durch kleinste Eingriffe in den Wasserhaushalt gefährdet. Sie sind besonders empfindlich gegen Trittbelastungen und -schäden. Fußpfade sind meist nach Jahren noch sichtbar. 